# 이철희·표창원·김보협의 시사게이트
이철희·표창원·김보협의 시사게이트는 대한민국의 토크 쇼이다. 한겨레TV에서 제작한 시사 관련 인터넷 방송으로서 시사평론가 이철희, 범죄심리학자 표창원, 한겨레 기자 김보협 등이 진행자이다.